# Expédition d'exploration et d'arpentage du Pacifique Nord

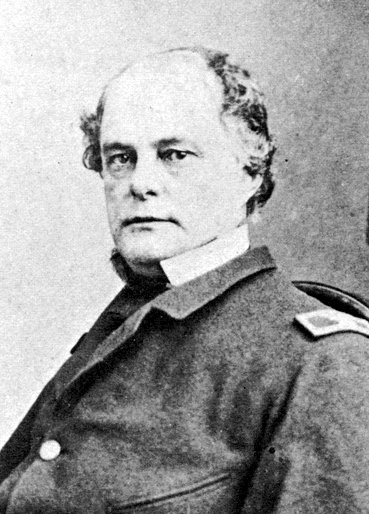
John Rodgers.

L'expédition d'exploration et d'arpentage du Pacifique Nord (North Pacific Exploring and Surveying Expedition), aussi connue sous le nom d'expédition Rodgers-Ringgold, est un projet scientifique et d'exploration des États-Unis qui s'est déroulé de 1853 à 1856.
Le commandant Cadwalader Ringgold (1802-1867) a dirigé l'expédition jusqu'à ce qu'il soit relevé de son commandement à Hong Kong par une commission convoquée par le commodore Matthew Perry. Le lieutenant John Rodgers (1812-1882) a alors commandé l'expédition jusqu'à sa conclusion.

## L'expédition sous Ringgold

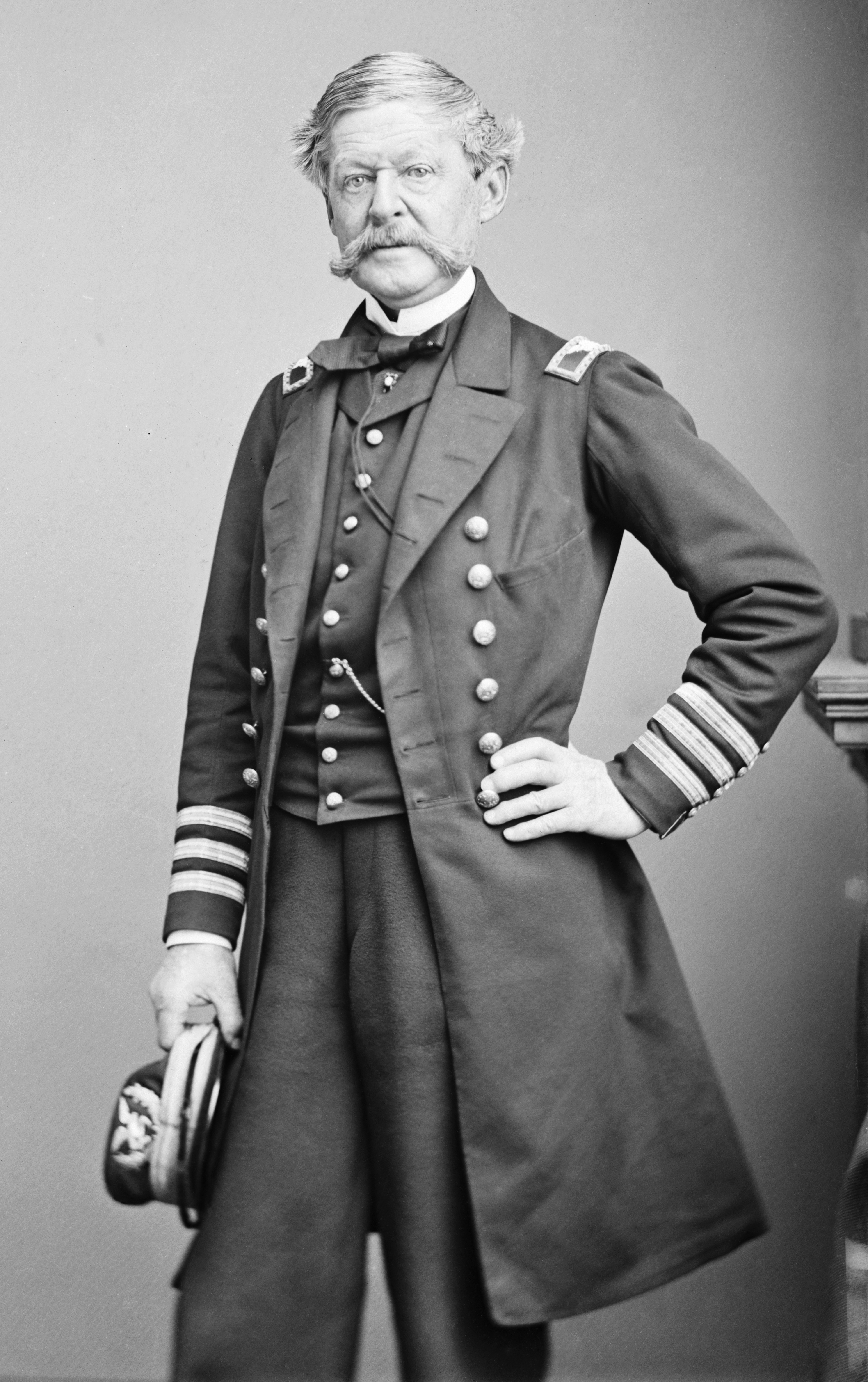
Cadwalader Ringgold.

Ringgold navigue sur l'USS Porpoise, un navire qu'il avait commandé lors de l'expédition d'exploration américaine des années auparavant. L'USS John Hancock, commandé par le lieutenant John Rodgers, et trois autres navires, dont l'USS Vincennes, constituaient les autres navires de l'expédition.
Le Porpoise rejoint l'escadron à Hampton Roads et, avec lui, prend la mer le 11 juin 1853. Après avoir fait escale à Funchal, dans les îles de Madère, à Porto Praya et à Simonstown, dans la baie False, l'expédition arrive à Batavia, à Java, le 12 décembre, et en Chine en mars 1854.
Cinq mois sont consacrés à l'étude des eaux entourant les grandes îles au large des côtes de l'Asie du Sud-Est. Au début du mois de mai 1854, le John Hancock, commandé par Rodgers, part pour Hong Kong, où il arrive le 24 mai. L'escadre opère à partir de ce port comme base pendant tout l'été, surveillant les côtes, les îles et les rivières avoisinantes. À cette époque, la Chine est en proie à la rébellion et aux pirates qui mettent en danger les étrangers et menacent leurs biens. Les navires américains ont contribué à protéger les citoyens et les intérêts américains. Alors qu'ils remontaient la rivière Canton, deux bateaux armés du John Hancock ont essuyé des tirs de batteries rebelles, que les canons du Hancock ont rapidement réduits au silence.

## De Hong Kong aux États-Unis

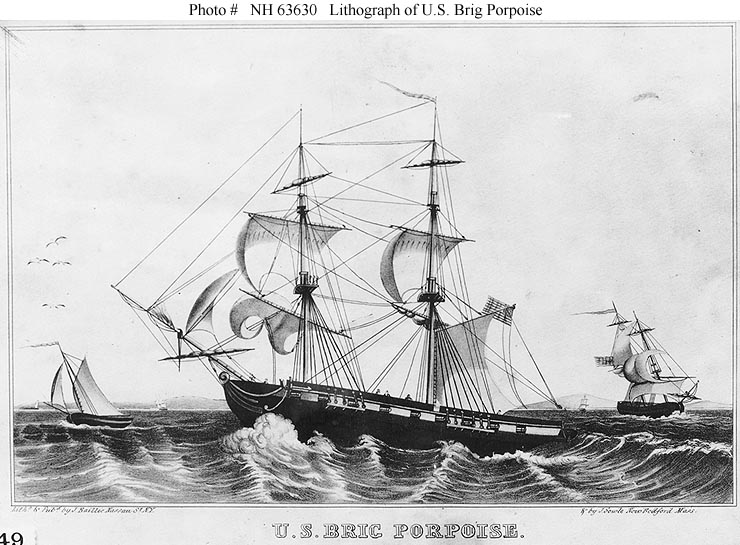
.

En juillet 1854, Ringgold est atteint de la malaria et est renvoyé chez lui, selon au moins une source, mais Nathaniel Philbrick, dans son livre sur l'expédition d'exploration américaine Sea of Glory, écrit que dans cette dernière expédition, Ringgold « a commencé à agir étrangement » une fois en Chine, gardant ses navires au port, « réparant sans cesse ses navires ». Le commodore Perry, qui participait à sa propre expédition, navigua et convoqua une commission officielle qui releva Ringgold du commandement de l'expédition et le renvoya chez lui. Philbrick cite Perry qui déclare Ringgold « fou ». John Rodgers se voit confier le commandement de l'expédition et l'achève.
L'escadron se dirige vers le nord le long de la côte jusqu'à la mer de Béring, effectuant des relevés au fur et à mesure. À cette époque, l'escadre explore également des îles situées au large des côtes asiatiques, notamment les îles Bonin, les Ladrones et les Mariannes. Le Marsouin se sépara des autres navires le 21 septembre 1854 entre Formose et la Chine, et on n'entendit plus jamais parler de lui. On suppose qu'il a sombré lors d'un violent typhon survenu quelques jours après sa séparation de l'escadre.
Arrivée à la mer de Béring, l'expédition bifurque vers le sud, le long de la côte ouest de l'Amérique du Nord. En mars 1856, l'expédition arrive à Puget Sound pour aider à réprimer les soulèvements indiens qui menacent d'anéantir les colonies blanches et les avant-postes de l'armée établis au début des années 1850.

## Résultats de l'expédition
Outre le fait qu'elle a considérablement accru la connaissance du Pacifique occidental et septentrional, stimulé le commerce et facilité la navigation dans des mers jusqu'alors inconnues, l'expédition a contribué à établir des relations amicales entre les États-Unis et plusieurs nations d'Asie de l'Est.

## Source
- (en) Cet article est partiellement ou en totalité issu de l’article de Wikipédia en anglais intitulé « North Pacific Exploring and Surveying Expedition » (voir la liste des auteurs).
- (en)  Cet article contient du texte publié par le Dictionary of American Naval Fighting Ships dont le contenu se trouve dans le domaine public.